# 新日鉄コンサート
『新日鉄コンサート』（しんにってつコンサート）はニッポン放送のラジオ番組。1955年10月7日から2005年3月27日まで放送した。全2582回。
ニッポン放送の歴代の番組の中で、最も長期に亘り放送した番組の地位を長年守っていた。
ニッポン放送をキーステーションに全国各地の民放ラジオ局で放送した。

## 歴史・概要
ニッポン放送が開局した翌年の1955年、富士製鐵の一社提供による『フジセイテツコンサート』（『フジセイテツ・コンサート』と記す書籍がある）として、金曜21時台後半に開始。第1回の放送で演奏された曲は、東京フィルハーモニー交響楽団によるチャイコフスキー『白鳥の湖』であった。
当番組の最大の特徴は「新しく収録された生演奏のみを放送する」ことで、新日鉄が保有する紀尾井ホールで開催されるクラシックコンサートの録音を放送する他、「新日鉄音楽賞（現・日本製鉄音楽賞）」の発表も行う。1976年からは有望な新人音楽家を紹介する『プロミシングアーティストシリーズ』を開始。放送終了までに106回行われた。その為、レコードやCDの録音素材は一切使用しなかったという。
1956年1月21日からは土曜21時台後半に、1969年10月12日からは日曜20時台前半（ナイターオフ枠）にそれぞれ枠移動して放送した。
1957年の夏の終わり頃に、毎日新聞が1957年10月に当時のソビエトの若手ピアニストだったエミール・ギレリスを招聘することを番組プロデューサー（当時）の裕川雅雄が聞き付け、毎日新聞の当時の事業局長を早速訪問して、番組の出演オファーを取り付けて準備に入ったが、報告を聞いたニッポン放送の編成局長から物言いが入り、収録を断念した。
1962年から1963年にかけて、不況のため、鉄鋼が減産を迫られ、提供スポンサーの富士製鐵が『番組は一応初期の成果を挙げた事だし、この辺で打ち切るか。レコード番組に切り替えるか』という決断を迫られたが、出演者の皆さんが「クラシックの火を消すな、出演料など要らない」と立ち上がって、この危機は乗り越えられた。
1970年4月5日から日曜22時台後半に枠移動した。同年3月31日に富士製鐵と八幡製鐵が合併。新日本製鐵（現・日本製鉄）となったことに伴い、『新日鉄コンサート』に番組タイトルを改題した。実は、この時が番組存続の重大危機となったと言う。裕川によれば、当時の富士製鐵の広報部長から「もし合併後に自分が再び番組担当を命ぜられたら、クラシック番組はやらないよ」と言われていた。ニッポン放送の社内で番組の終了に傾いていた為「諦めムード」が漂っていたと言い、同局の編成局長も「番組はなくなるのだから、お前はもうスポンサーのところヘは行くな」と言われていた。それでも番組存続への動きが活発化して、富士製鐵の当時の秘書室長が「自分はクラシックはよく分からんが、方々で『お宅は良い番組をやっていますね』と言われるんだ。そんな良い番組なのに、鹿内さんは続けてほしいとは一度も言って来ないよ。それにこちらとしてはフジテレビが推す美術番組をやるつもりはないからね」と言われ、そのことを編成局長に報告して、一件落着となった。
以降は、日曜22時台後半の放送時間を貫いた結果、1980年代以降は前後の時間帯を女性アイドルが出演する番組に挟まれる形が定着した。1994年4月10日 - 1997年10月5日は数本の女性タレントによる冠番組とともに日曜夜ワイド番組『古田新太と犬山犬子のサンデーおちゃめナイト』の内包番組として放送した。当番組の終了後、2014年に『ノースリーブスの「週刊ノースリー部」』が枠移動した後は日曜22時台後半枠はアイドル ラジオとなっている。
番組全体が新日鉄のCMも同然で、CMの挿入はなかった。新日鉄がLFの大株主であったため、野球中継の延長など何らかの理由で通常の時刻に放送できなくなった場合でも休止せず、放送枠を（月曜早朝に）移動の上で必ず放送した。
ニッポン放送の「タイムテーブル（番組表）」では「Classic concert」または「コンサート」と記した時期があった。
1980年代前半以降のナレーションとコンサートの司会はニッポン放送アナウンサー（当時）の那須恵理子が担当。番組プロデューサーは同局の吉田抄子であった。

### 番組の終焉とその後
番組自体のマンネリ化に加え、新日鉄のリストラとニッポン放送の編成により、2005年3月27日の放送を以て、49年半の歴史に幕を下ろした。新日鉄は「FMラジオ放送の普及やCD、MDの一般化、インターネットの配信などメディアの変化により、人々が音楽を聴く形も変化した」として、「良質なクラシック音楽をより幅広い多くの人々が聴けるAMラジオで普及するという目的は終えた」と考えたことが終了の一因としている。
最終回の収録は2005年3月24日にサントリーホールで行われ、井上道義の指揮と新日本フィルハーモニー交響楽団の演奏で、曲目はラデツキー行進曲、ロメオとジュリエット組曲からの2曲、マーラーの交響曲第1番ニ長調「巨人」などであった。この後、本番組のテーマ曲であるショパン『マズルカ ハ長調 作品67の3』がアンコール曲として演奏され、番組が締めくくられた。
なお、2005年3月24日に収録した音源がCDとして『ニッポン放送 「新日鉄コンサート」最終回・井上道義指揮 新日本フィルハーモニー交響楽団』というタイトルで2024年6月19日にオクタヴィア・レコードから発売。
2004年11月26日、放送開始50周年を記念したアルバムCD『新日鉄コンサートの歴史』がポニーキャニオンから発売された。
2014年8月22日、那須がレギュラー出演している『垣花正 あなたとハッピー!』の中で当番組が紹介された。

## ネット局
沖縄県（琉球放送）、広島県（中国放送）、宮城県（東北放送）以外は新日鉄の製鉄所（工場）がある都道府県の民放ラジオ局で放送。ニッポン放送以外はNRN系列のクロスネットを含めて、JRN系列で全て放送した。ネット局の多くはその地区で最初に開局した民放ラジオ局である。放送開始当時にその地区の第2局が開局されていないか、規模が小さかったこともあり、当時の有力放送局とのネットに踏み切ったことから、この様なネット編成となった。

### 放送終了時点
参考までにネット各局の放送エリアに立地する主な新日鉄の製鉄所・工場を併記する（呼称は放送当時）。なお、制作局・ニッポン放送の放送エリアには君津製鉄所・東京製造所が立地している。ちなみに、新日鐵住金の発足は当番組終了後の2012年である。
- 北海道放送（HBC）（室蘭製鉄所）
日曜21:30 - 22:00（1977年4月3日まで）→ 日曜22:30 - 23:00（1977年4月10日 - 放送終了時）
- IBC岩手放送（IBC）（釜石製鉄所）
土曜22:00 - 22:30 → 日曜22:30 - 23:00（放送終了時）
- 東北放送（TBC）
日曜22:30 - 23:00 → 日曜21:30 - 22:00（放送終了時）
- 中部日本放送（CBC、現：CBCラジオ） ※JRN単独ネット。（名古屋製鉄所）
日曜21:30 - 22:00（1973年1月28日まで）→ 日曜22:30 - 23:00（1973年2月4日 - 放送終了時）
- 毎日放送（MBS、現：MBSラジオ）（広畑製鉄所・堺製鉄所）
日曜21:30 - 22:00（1970年10月11日 - 1982年4月4日）→ 日曜9:30 - 10:00（1982年4月11日 - 1992年3月）→ 日曜12:00 - 12:30（1992年4月 - 1994年3月）→ 日曜8:00 - 8:30（1994年4月 - 放送終了時）
- 中国放送（RCC）
日曜22:30 - 23:00 → 日曜9:00 - 9:30（放送終了時）
- 山口放送（KRY）（光製鉄所）
土曜22:00 - 22:30 → 日曜9:00 - 9:30（放送終了時）
- RKB毎日放送（RKB）[注釈 7] ※JRN単独ネット。（八幡製鉄所）
日曜22:30 - 23:00
- 大分放送（OBS）（大分製鉄所）
日曜22:30 - 23:00

### 放送終了以前に打ち切り
- 朝日放送（ABC、現：朝日放送ラジオ）
土曜21:00 - 21:30（1960年4月2日 - 1965年3月）→ 金曜21:00 - 21:30（1965年4月 - 1970年6月）→ 日曜9:20 - 9:50（1970年7月 - 9月28日）[3]
※1970年10月を以て、毎日放送へネット移動。
- 琉球放送（RBC） ※JRN単独ネット。
土曜22:30 - 23:00（1990年3月25日まで）→ 日曜22:30 - 23:00（1990年4月1日 - 2002年3月31日）→ 日曜8:00 - 8:30（2002年4月7日 - 2003年3月30日）
※2003年4月から放送終了までの2年間は未放送。

## テーマ曲
- ショパン「マズルカ ハ長調 作品67の3」このテーマ曲自体は変化が無いが、通常のピアノバージョンの他、交響曲編の時と2つ存在し、使い分けていた。

## ナレーター
- 高岡尞一郎（『フジセイテツ』時代に担当）
- 村木正顕（1970年代 - 1980年代前半）
- 那須恵理子（1985年 - 放送終了時）
ほか